# 웹사이트 변조
웹사이트 변조는 사이트나 웹페이지의 시각적 모습을 바꾸는 웹사이트에 대한 공격이다. 이것들은 전형적인 크래커들에 의해 웹 서버에 침투하고 자신의 웹사이트로 바꾸는 방식으로 이루어진다. 변조는 핵티비스트들에 의해서 정치적인 메시지를 전달하기 위해 또는 반달리즘, 그래피티 등의 목적을 갖는다.

## 일반적인 방식
변조에 사용되는 가장 일반적인 방식으로는 관리 권한을 얻게 해주는 SQL 삽입이 있다. 또 다른 방식으로는 사용자 이름과 비밀번호가 획득된 경우에 FTP를 통해 이루어질 수 있다.
변조들은 일반적으로 전체 페이지에서 이루어진다. 이 페이지는 보통 변조자들의 가명이 포함되며, 가끔은 서버 보안을 유지하는데 실패한 시스템 관리자를 놀리기도 한다. 대부분의 경우에 변조는 위험하지 않고 단지 크래커의 기술을 뽐내거나 핵티비즘을 위한 경우가 많다. 그러나 악성코드 업로딩이나 서버의 중요 파일 삭제 같은 더 해로운 행위를 가리기 위해 주의를 분산할 목적으로 사용되기도 한다.

## 변조의 흔한 목표
종교와 정부 사이트들은 정치적인 또는 종교적인 신념을 보여주기 위한 해커들에 의해서 정기적으로 목표가 된다.

## 같이 보기
- 사이버 범죄